# Louis-Philippe Marsolais
Louis-Philippe Marsolais (* im 20. Jahrhundert) ist ein kanadischer Hornist.

## Leben
Marsolais war Erster Hornist des Kitchener-Waterloo Symphony Orchestra, stellvertretender Erster Hornist des Orchestre Symphonique de Québec und Dritter Hornist des Orchestre Symphonique de Montréal, bevor er Erster Hornist im Orchestre Métropolitain wurde. Als Rezitalist trat er in Nordamerika, Europa und Asien auf und gab Konzerte u. a. mit den Sinfonieorchestern von Trois-Rivières, Longueuil und Peterborough, mit dem Symphonieorchester des Bayerischen Rundfunks, dem Münchener Kammerorchester, dem Zürcher Kammerorchester, dem Haydn-Orchester,  Les Violons du Roy und der Société de musique contemporaine du Québec. Seit 2002 ist er Mitglied des Bläserquintetts Pentaèdre (mit der Flötistin Ariane Brisson, der Oboistin Élise Poulin, dem Klarinettisten Martin Carpentier und dem Fagottisten Mathieu Lussier).
Das besondere Interesse Marsolais’ gilt der zeitgenössischen Musik, und er spielte die Uraufführungen mehrerer Werke kanadischer, Schweizer, deutscher und französischer Komponisten für Solohorn oder kammermusikalische Besetzung. 2005 gewann er beim Internationaler Musikwettbewerb der ARD den Zweiten Preis im Fach Horn sowie den Oehms-Classics-Sonderpreis, der eine komplette CD-Produktion umfasst. Auf dem Album The German Romantic Horn spielt er mit dem Pianisten David Jalbert Werke von Franz Lachner, Karl Pilss, Robert Schumann und Richard Strauss. Weitere Preise gewann er u. a. beim Concours de Genève, beim Rovereto Mozart Festival und beim Concours International de Trévoux. Als Lehrer wirkt er an der Musikfakultät der Universität Montreal.